# Copididonus ramonensis
Copididonus ramonensis är en insektsart som beskrevs av Rauno E. Linnavuori 1975. Copididonus ramonensis ingår i släktet Copididonus och familjen dvärgstritar. Inga underarter finns listade i Catalogue of Life.